# Mortantsch
Mortantsch est une commune autrichienne du district de Weiz en Styrie.

## Histoire
A l'origine, la commune de Mortantsch, en Autriche, se compose de six petits villages, mentionnés pour la première fois entre 1185 et 1405. La première mention de la commune apparait en 1185 sous le nom de "Gotlingsberge". Mortantsch (anciennement Mordensch) comprend les villages de Göttelsberg, Hafning, Leska, Mortantsch et Steinberg bei Weiz. 